# Ruth Gruber

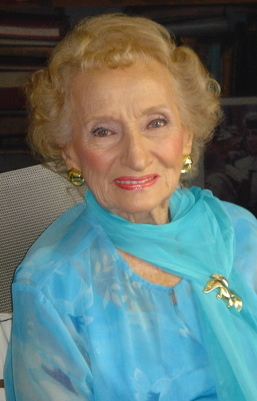
Ruth Gruber (2007)

Ruth Gruber (* 30. September 1911 in Brooklyn; † 17. November 2016 in Manhattan) war eine amerikanische Journalistin und Fotografin. Sie arbeitete zeitweise für die US-Regierung. Sie gilt als eine der bedeutendsten Journalistinnen des 20. Jahrhunderts.

## Jugend und Ausbildung
Ruth Gruber wurde in Brooklyn als viertes von fünf Kindern der russisch-jüdischen Migranten Gussie (Rockower) und David Gruber geboren. Sie studierte an der New York University und erhielt ein Stipendium für die University of Wisconsin, wo sie ihren Master in Literaturwissenschaft machte. Mit 20 Jahren promovierte sie an der Universität Köln zum Werk von Virginia Woolf. Damit war sie nach Angaben der New York Times die damals jüngste Doktorin weltweit.

## Sibirien und Alaska
Von der Guggenheim Foundation erhielt sie 1935 ein Stipendium für eine Studie zu Frauen in Kommunismus, Faschismus und Demokratien und die New York Herald Tribune engagierte sie als Auslandskorrespondentin. Sie lebte als erste Journalistin im Sibirien Stalins unter den Pionieren und Gefangenen der Gulags. Daraus entstand ihr Werk I went to the Soviet Arctic.
Im Jahr 1941 wurde sie von US-Innenminister Harold L. Ickes mit sozialen und wirtschaftlichen Untersuchungen vor Ort zur Erschließung von Alaska durch Militär und Siedler beauftragt und sie bereiste Alaska 18 Monate lang. Nach ihrer Rückkehr wurde sie Assistentin des Innenministers mit Sonderaufgaben.

## Safe Haven
Um das strikte Quotensystem des US-Kongresses für die Flüchtlingsaufnahme in den Vereinigten Staaten zu umgehen, lud Franklin D. Roosevelt auf Betreiben des War Refugee Board knapp tausend Flüchtlinge als seine „Gäste“ ein. Gruber wurde dazu 1944 in den Generalsrang befördert und von Ickes nach Italien gesandt und begleitete 982 Flüchtlinge hauptsächlich jüdischer Abstammung aus Konzentrations- und Arbeitslagern auf der Henry Gibbons von Neapel nach New York. Die Flüchtlinge hatten sich verpflichten müssen, nicht dauerhaft in den USA zu bleiben, und wurden im Fort Ontario Emergency Refugee Shelter in Fort Oswego in Ontario hinter Stacheldraht interniert. Gruber setzte sich für diese Flüchtlinge erfolgreich ein. Der Lagerleiter und Eleanor Roosevelt erreichten nach dem Krieg, dass Präsident Truman die Einbürgerung aufgrund bestehender Quotenregelungen durchsetzte. Die Flüchtlinge wurden dazu nach Kanada gebracht und erhielten dort umgehend Einreisevisa für die USA.
Diese erste Erfahrung mit jüdischen Flüchtlingen war wegweisend für ihre weitere journalistische und humanitäre Tätigkeit. Sie schrieb später über die Mission das Buch Safe Haven (1983), das als Haven (2001) mit Natasha Richardson als Gruber verfilmt wurde.

## Jüdische Flüchtlinge und die Exodus
Für die New York Post begleitete sie das Anglo-amerikanische Untersuchungskomitee, das die Situation der jüdischen Flüchtlinge nach dem Ende des Zweiten Weltkrieges untersuchen sollte, vier Monate durch die Lager für Displaced Persons in Europa, Afrika und dem Mittleren Osten. Anschließend berichtete sie für den New York Herald von den UNSCOP-Besuchen in Palästina und den arabischen Staaten. Als die mit jüdischen Flüchtlingen überfüllte Exodus 1947 illegal Haifa erreichte, begleitete sie Schiff und Flüchtlinge auf ihrer von den Briten erzwungenen Rückkehr (Operation Oasis) über Britisch-Zypern und Port au Bouce in deutsche DP-Lager und berichtete ausführlich über das Los der Flüchtlinge.
1985 besuchte sie im Alter von 74 Jahren abgelegene jüdische Siedlungen in Äthiopien und begleitete deren erzwungene Auswanderung. Die Vorgänge beschrieb sie in ihrem Buch Rescue: The Exodus of the Ethiopian Jews.

## Werke
- Virginia Woolf: A Study. 1934
- I Went to the Soviet Arctic. 1939
- Destination Palestine: The Story of the Haganah Ship Exodus 1947. 1948
- Israel Without Tears. 1950
- Israel Today: Land of Many Nations. 1958
- Puerto Rico: Island of Promise. 1960
- I Can Tell It Now: Members of the Overseas Press Club. 1960
- Science and the New Nations. 1961
- Israel on the Seventh Day. 1968
- Felisa Rincon de Gautier: The Mayor of San Juan. 1972
- They Came to Stay. 1976
- Raquela: A Woman of Israel. 1978
- Haven: The Unknown Story of 1,000 World War II Refugees. 1983
- Rescue: The Exodus of the Ethiopian Jews. 1987
- Ahead of Time: My Early Years as a Foreign Correspondent. 1991
- Inside of Time: My Journey from Alaska to Israel: A Memoir with Eleanor Roosevelt, Harold L. Ickes, Golda Meir, and Other Friends. 2003
- Witness: One of the Great Correspondents of the Twentieth Century Tells Her Story. 2009
- Virginia Woolf: The Will to Create as a Woman. 2012